# Station Daknam
Station Daknam is een voormalige spoorweghalte langs spoorlijn 77A (Lokeren - Moerbeke-Waas) in Daknam, een deelgemeente van de stad Lokeren.
De halte bestond uit 1 perron met daarnaast een simpel gebouwd stationsgebouw.
Bokselaar · Daknam · Dender & Waas · Eksaarde · Lokeren · Lokeren-Oost · Staakte · Zeveneken
0,0: Lokeren ·
2,5: Daknam ·
5,4: Eksaarde ·
9,0: Moerbeke-Waas